# Cardeal da coroa

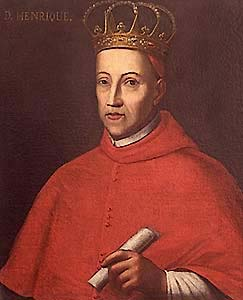
Cardeal D. Henrique, simultaneamente cardeal e rei de Portugal (anteriormente, cardeal-infante).

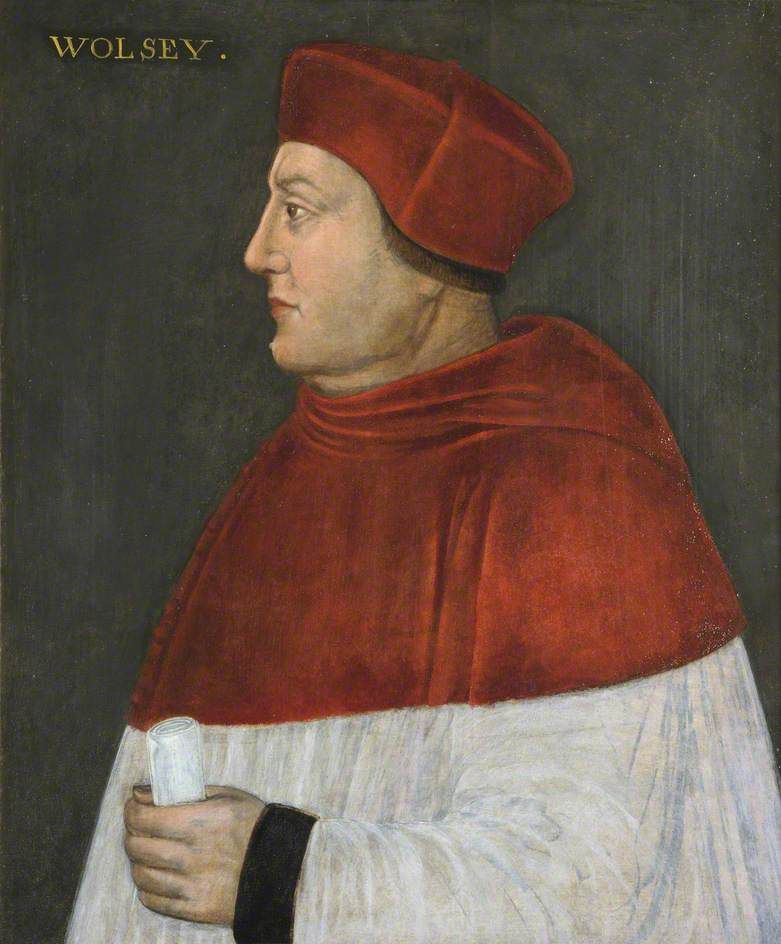
Thomas Wolsey

Um cardeal da coroa (em italiano:  cardinale della corona) era um cardeal protetor de uma nação católica, nomeado ou apoiado por um monarca católico para servir como seu representante no Colégio dos Cardeais e, caso aplicável, exercer o jus exclusivae. Mais em geral, o termo pode referir-se a qualquer cardeal que tenha exercido poder secular significativo como figura de Estado ou elevado ao cardinalato a pedido de um monarca.
Francis Burkle-Young define um cardeal da coroa como alguém "elevado ao cardinalato apenas por recomendação de reis europeus e, em muitos casos sem ter executado nenhum serviço para o avanço da Igreja."
De acordo com o historiador de conclaves Frederic Baumgartner, os cardeais da coroa "raramente iam a Roma, excepto eventualmente para os conclaves, e eram francamente desconhecidos da maioria do Colégio. Habitualmente incapazes de tomar parte nas  prattiche, não eram papabile e raramente recebiam mais de um ou dois votos". Os cardeais da coroa geralmente opunham-se à eleição de cardeais da coroa de outros reinos, embora tendessem a unir-se contra a eleição de cardeais-sobrinhos.
A oposição aos cardeais protectores nacionais surgiu no século XV devido a conflito de interesses, e o Papa Martinho V tentou proibi-los por inteiro em 1425. Uma reforma do Papa Pio II de 1464 vê os cardeais nacionais protectores como geralmente inconsistentes com responsabilidades da Cúria Romana, embora haja excepções. Tais protectorados foram de início permitidos abertamente pelos papas Inocêncio VIII e Alexandre VI, ambos requerendo consentimento explícito por escrito do pontífice para que um cardeal pudesse tomar uma "posição de serviço a um príncipe secular".

## Notas e referências

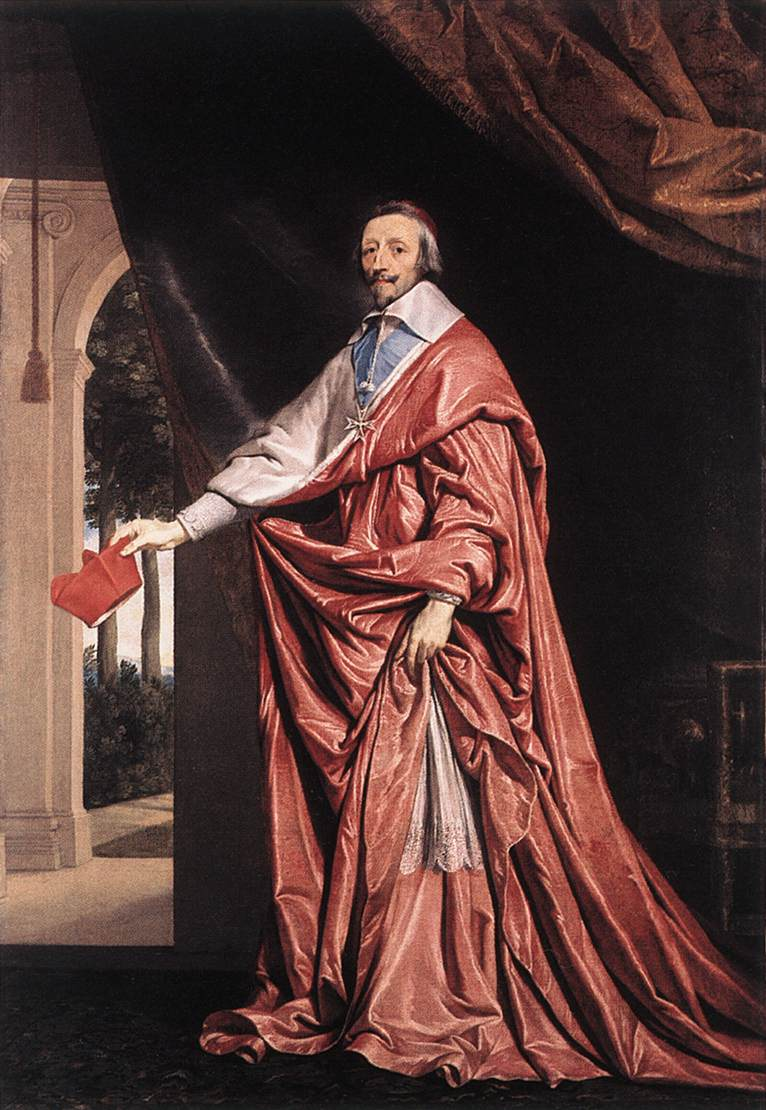
Armand Jean du Plessis, o Cardeal Richelieu

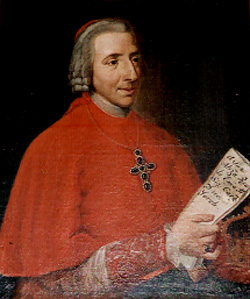
Henry Benedict Stuart, cardeal e jacobita